# Список глав государств в 921 году
Список глав государств в 920 году — 921 год — Список глав государств в 922 году — Список глав государств по годам

## Азия
- Аббасидский халифат — Аль-Муктадир, халиф (908 — 932)
  -  Алавиды — Абу Мохаммад Хасан ибн Казим, эмир (917 — 923, 927 — 928)
  -  Зийядиды — Абу'л-Яш Исхак ибн Ибрагим, эмир (904 — 981)
  -  Саджиды — Юсуф ибн Абу-л-Садж, афшин (901 — 928)
  -  Саманиды — Наср II, эмир (914 — 943)
  -  Табаристан (Баванди) — Шервин II, испахбад (896 — 930)
  -  Хамданиды — Абдаллах ибн Хамдан, эмир (916 — 929)
  - Яфуриды — Асад I ибн Ибрахим, имам (898 — 944)
- Абхазское царство — Георгий II, царь (ок.916 — ок. 960)
- Армения (Анийское царство) — Ашот II Железный, царь (914 — ок. 929)
- Бохай (Пархэ) — Да Иньчжуань (Мо-ван), ван (ок. 907 — 926)
- Васпураканское царство — Гагик I, царь (908 — 943)
- Вайтхали[англ.] — Тири Тенг Санда, царь[англ.] (903 — 935)
- Грузия —
  - Кахетия — Падла II, князь[англ.] (918 — 929)
  - Тао-Кларджети — Адарнас I, царь (888 — 923)
    - Гурген II, эристави (Тао) (918 — 941)
    - Давид I, мампали (Кларджети) (900 — 943)

  - Тбилисский эмират — Мансур бен Джаффар, эмир (914 — 952)
- Индия — 
  - Венги (Восточные Чалукья) — 
    - Бхима I, махараджа (892 — 921)
    - Виджаядитья IV, махараджа (921)
    - Амма I, махараджа (921 — 927)

  - Гурджара-Пратихара — Махипала I, махараджа (913 — 944)
  - Западные Ганги — 
    - Эреганга Неетимарга II, махараджа (907 — 921)
    - Нарасимха, махараджа (921 — 933)

  - Камарупа — Ратна Пала, махараджадхираджа[англ.] (920 — 960)
  - Качари[англ.] — Ворахи, царь[англ.] (885 — 925)
  - Кашмир — Камалука, царь[нем.] (904 — 940)
  - Пала — Райяпала, царь (908 — 940)
  - Парамара[англ.] — Ваирисимха II, махараджа[англ.] (918 — 948)
  - Раштракуты — Индрараджа III Нитьяварша, махараджадхираджа (914 — 928)
  - Харикела (династия Чандра) — Траиллокьячандра, махараджадхираджа[англ.] (900 — 930)
  - Чола — Парантака I, махараджа (907 — 947)
  - Ядавы (Сеунадеша) — Бхиллама I, махараджа (920 — 935)
- Индонезия — 
  - Матарам (Меданг) — Тулодон, шри-махараджа (919 — 924)
  - Сунда — Ягири Прабу Пукуквеси, король (916 — 942)
- Караханидское государство — 
  - Сатук Богра-хан, хан (920 — 955)
  - Огулчак Арслан-хан, хан (893 — 940)
- Китай (Эпоха пяти династий и десяти царств) — 
  -  Поздняя Лян — Мо-ди (Чжу Чжэнь), император (913 — 923)
  -  Минь — Ван Шэньчжи, князь (909 — 925)
  -  Ранняя Шу — Ван Янь, император (918 — 925)
  -  У — Ян Пу, король[англ.] (920 — 927)
  -  У Юэ — Цянь Лю, король[англ.] (907 — 932)
  -  Ци — Ли Маочжэнь, князь (907 — 924)
  -  Чу — Ма Инь, король[англ.] (907 — 930)
  -  Южная Хань — Гао-цзу (Лю Янь), император (917 — 942)
- Кхмерская империя (Камбуджадеша) — Харшаварман I, император (910 — 923)
- Корея (Поздние три корейские государства) —
  - Корё — Ван Гон (Тхэджо), ван (918 — 943)
  - Силла — Кёнмён, ван (917 — 924)
  - Хупэкче — Кён Хвон, ван (900 — 935)
- Ляо — Абаоцзи, император (907 — 926)
- Наньчжао — Сувэнь Тайшан-хуанди (Чжэн Жэньминь), ван (909 — 926)
- Паган — Сале Нгакве, король[англ.] (904 — 934)
- Раджарата (Анурадхапура) — Кассапа IV, король (912 — 929)
- Тямпа — Индраварман III, князь (918 — 959)
- Ширван — Абу Тахир Йазид ибн Мухаммед, ширваншах (917 — 948)
- Япония — Дайго, император (897 — 930)

## Африка
- Гао — Косой Дарей, дья (ок. 920 — ок. 940)
- Берегватов Конфедерация — Абу аль-Ансар Абдалла, король (ок. 917 — ок. 961)
- Идрисиды — 
  - Йахья ибн Идрис ибн Умар ибн Идрис ас-Сагир, халиф Магриба (904 — 921)
  - ал-Хаджжам Хасан ибн Мухаммад ибн Хасан ибн Идрис ас-Сагир, халиф Магриба (921 — 927)
- Канем — Хартсо (Аритсе), маи (ок. 893 — 942)
- Макурия — Стефан, царь (ок. 912 — ок. 943)
- Некор[англ.] — Салих III ибн Саид, эмир[англ.] (917 — 927)
- Сиджильмаса — 
  - Ахмад ибн Маймун, эмир (912 — 921)
  - Мухаммад II, эмир (921 — 933)
- Фатимидский халифат — Убайдаллах аль-Махди, халиф (909 — 934)
- Эфиопия — Татадим, император (919 — 959)

## Европа
- Англия — Эдуард Старший, король (899 — 924)
  - Думнония — Хивел ап Каделл, король (910 — 926)
  - Йорвик — 
    - Рагналл Уа Имар, король (910 — 921)
    - Ситрик Слепой, король (921 — 927)
- Болгарское царство — Симеон I Великий, царь (918 — 927)
- Венгрия — Жольт, князь (надьфейеделем) (907 — ок. 947)
- Венецианская республика — Орсо II Партечипацио, дож (912 — 932)
- Верхняя Бургундия — Рудольф II, король (912 — 937)
- Византийская империя —Роман I Лакапин, император (920 — 944)
- Волжская Булгария — Алмуш, хан[англ.] (ок. 895 — ок. 925)
- Восточно-Франкское королевство — 
  - Генрих I Птицелов, король (919 — 936)
  - Арнульф Злой, король (919 — 921)
  - Бавария — Арнульф Злой, герцог (907 — 937)
  - Саксония — Генрих I Птицелов, герцог (912 — 936)
  - Франкония — Эберхард, герцог (918 — 939)
  - Швабия — Бурхард II, герцог (917 — 926)
- Гасконь — Гарсия II Санше, герцог (ок. 893 — ок. 930)
- Дания — Кнуд I Хардекнуд, король (916 — ок. 948)
- Западно-Франкское королевство — Карл III Простоватый, король (898 — 922)
  - Аквитания — Гильом II Молодой, герцог (918 — 926)
  - Ампурьяс — Госберт, граф (916 — 931)
  - Ангулем — Адемар I, граф (916 — 930)
  - Барселона — Суньер I, граф (911 — 947)
  - Бесалу — Миро Младший, граф (ок. 920 — 927)
  - Бретонская марка — Роберт I, маркиз (888 — 922)
  - Булонь — Адалульф, граф (918 — 935)
  - Бургундия — 
    - Ричард I Заступник, герцог (899 — 921)
    - Рауль I, герцог (921 — 923)

  - Вермандуа — Герберт II, граф (ок. 902 — 943)
  - Готия — Раймунд II Тулузский, маркиз (918 — 924)
  - Каркассон — Акфред II, граф (908 — 934)
  - Конфлан — Миро II Младший, граф (897 — 927)
  - Мэн — Гуго I, граф (900 — ок. 940)
  - Нант — Рогнвальд, граф (919 — ок. 930)
  - Нормандия — Роллон (Роберт I), герцог (911 — 927)
  - Овернь[англ.] — Гильом II Молодой, граф (918 — 926)
  - Пальярс — 
    - Исарн I, граф (920 — 948)
    - Лопе I, граф (920 — 948)

  - Рибагорса — 
    - Бернат I Унифред, граф (920 — ок. 956)
    - Миро I, граф (920 — ок. 950)

  - Париж — Роберт I, граф (888 — 922)
  - Пуатье — Эбль Манцер, граф (890 — 892, 902 — 934)
  - Руссильон — Госберт, граф (916 — 931)
  - Руэрг — Эрменгол, граф (906 — ок. 935)
  - Серданья — Миро II Младший, граф (897 — 927)
  - Труа — 
    - Ричард I, граф (894 — 921)
    - Рауль II, граф (921 — 936)

  - Тулуза — Раймунд II, маркграф (918 — 924)
  - Урхель — Сунифред II, граф (897 — 928)
  - Фландрия — Арнульф I Великий, граф (918 — 958, 962 — 965)
  - Шалон — Вало, граф (918 — 924)
- Ирландия — Доннхад Донн, верховный король (919 — 944)
  - Айлех — Фергал мак Домнайлл, король (919 — 938)
  - Дублин — 
    - Ситрик II Слепой, король (917 — 921)
    - Готфрид I, король (921 — 934)

  - Коннахт — Катал III, король (900 — 925)
  - Лейнстер — Фаэлан III, король (917 — 943)
  - Миде — Доннхад Донн, король (919 — 944)
  - Мунстер — Флатбертах мак Инмайнен, король (914 — 944)
  - Ольстер — Дубгалл мак Аэда, король (919 — 925)
- Испания —
  - Арагон — Галиндо II Аснарес, граф (893 — 922)
  - Астурия — Фруэла II, король (910 — 925)
    - Алава — 
      - Муньо Велас, граф (883 — 921)
      - Альваро Эррамелис, граф (921 — 931)

    - Кастилия и Бургос — Нуньо Фернандес, граф (920 — 926)

  - Галисия — Ордоньо II, король (910 — 924)
  - Кордовский эмират — Абд ар-Рахман III, эмир (912 — 929)
  - Леон — Ордоньо II, король (914 — 924)
  - Наварра — Санчо I Гарсес, король (905 — 925)
- Италийское королевство — Беренгар I Фриульский, король Италии, император Запада (888 — 924)
  - Иврейская марка — Адальберт I, маркграф (902 — 924)
  - Сполето — Альберих I, герцог (898 — 922)
  - Тосканская марка — Гвидо, маркграф (915 — 930)
  - Фриульская марка — Беренгар I, маркграф (874 — 924)
- Италия —
  - Беневенто и Капуя — 
    - Ландульф I, князь (901 — 943)
    - Атенульф II, князь (911 — 940)

  - Гаэта — Иоанн I, консул[англ.] (906 — 933)
  - Неаполь — Иоанн II, герцог (915 — 930)
  - Салерно — Гвемар II, князь (ок. 900 — 946)
- Киевская Русь (Древнерусское государство) — Игорь, великий князь Киевский, князь Новгородский (912 — 945)
- Критский эмират — Али I, эмир (915 — 925)
- Лотарингия — Карл III Простоватый, король (911 — 923)
  - Голландия — Дирк I, граф (ок. 921 — ок. 931)
  - Намюр — Беренгер, граф (908 — ок. 924)
  - Эно (Геннегау) — Ангерран II, граф (920 — 925)
- Норвегия — Харальд I Прекрасноволосый, король (872 — 930)
- Папская область — Иоанн X, папа римский (914 — 928)
- Португалия — Онега Лусидеш, граф (ок. 911 — 924)
- Приморская Хорватия — Томислав I, князь (910 — 925)
- Прованс (Нижняя Бургундия) — Людовик III Слепой, король (887 — 928)
  - Вьенн — Гуго Арльский, граф (ок. 896 — 926)
- Сербия — Павле Бранович, князь (917 — 922)
- Уэльс —
  - Брихейниог — Теудр IV, король (900 — 934)
  - Гвент — Артвайл ап Хивел, король (920 — 927)
  - Гвинед — Идвал ап Анарауд, король (916 — 942)
  - Гливисинг — Оуайн ап Хивел, король (886 — 930)
  - Дехейбарт — Хивел II Добрый, король (920 — 950)
- Хазарский каганат — Аарон II, бек (ок. 920 — ок. 940)
- Чехия — 
  - Вратислав I, князь (915 — 921)
  - Вацлав I Святой, князь (921 — 935)
- Швеция — Бьёрн Эриксон, конунг (882 — 932)
- Шотландия (Альба) — Константин II, король (900 — 943)

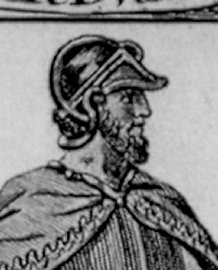
Эдуард Старший 899-924 Король Англии
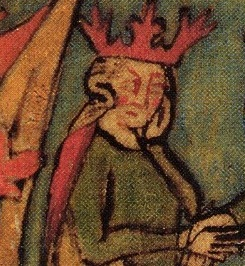
Харальд I Прекрасноволосый 872-930 Король Норвегии
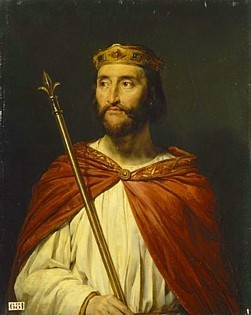
Карл III Простоватый 898-922 Король Западно-Франкского королевства
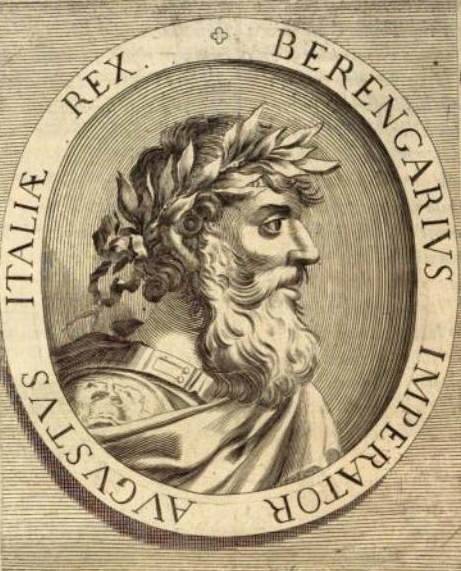
Беренгар I Фриульский 888-924 Король Италии
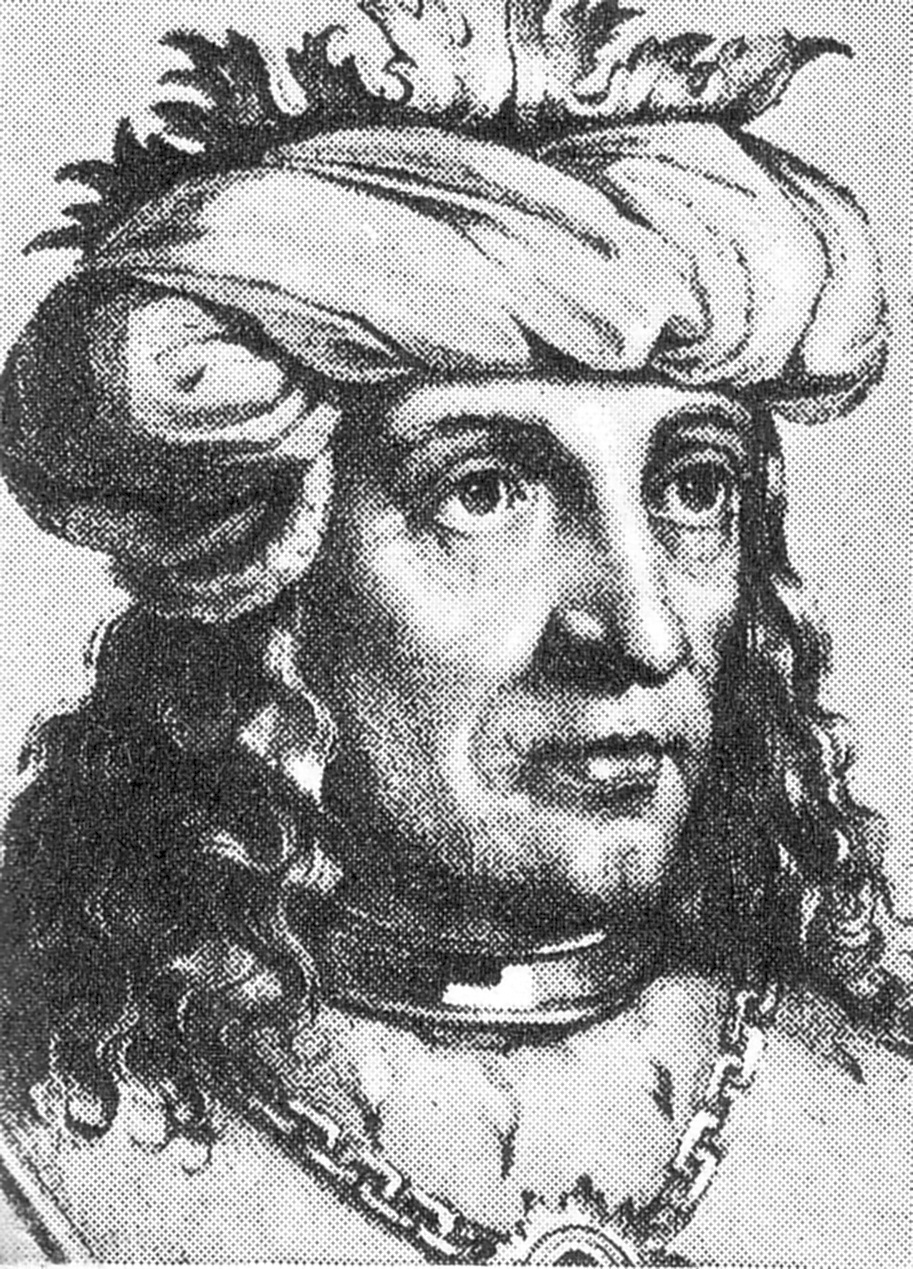
Генрих I Птицелов 919-936 Король Восточно-Франкского королевства
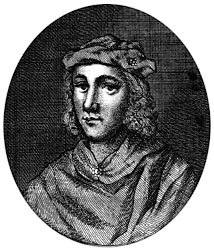
Константин II 900-943 Король Шотландии
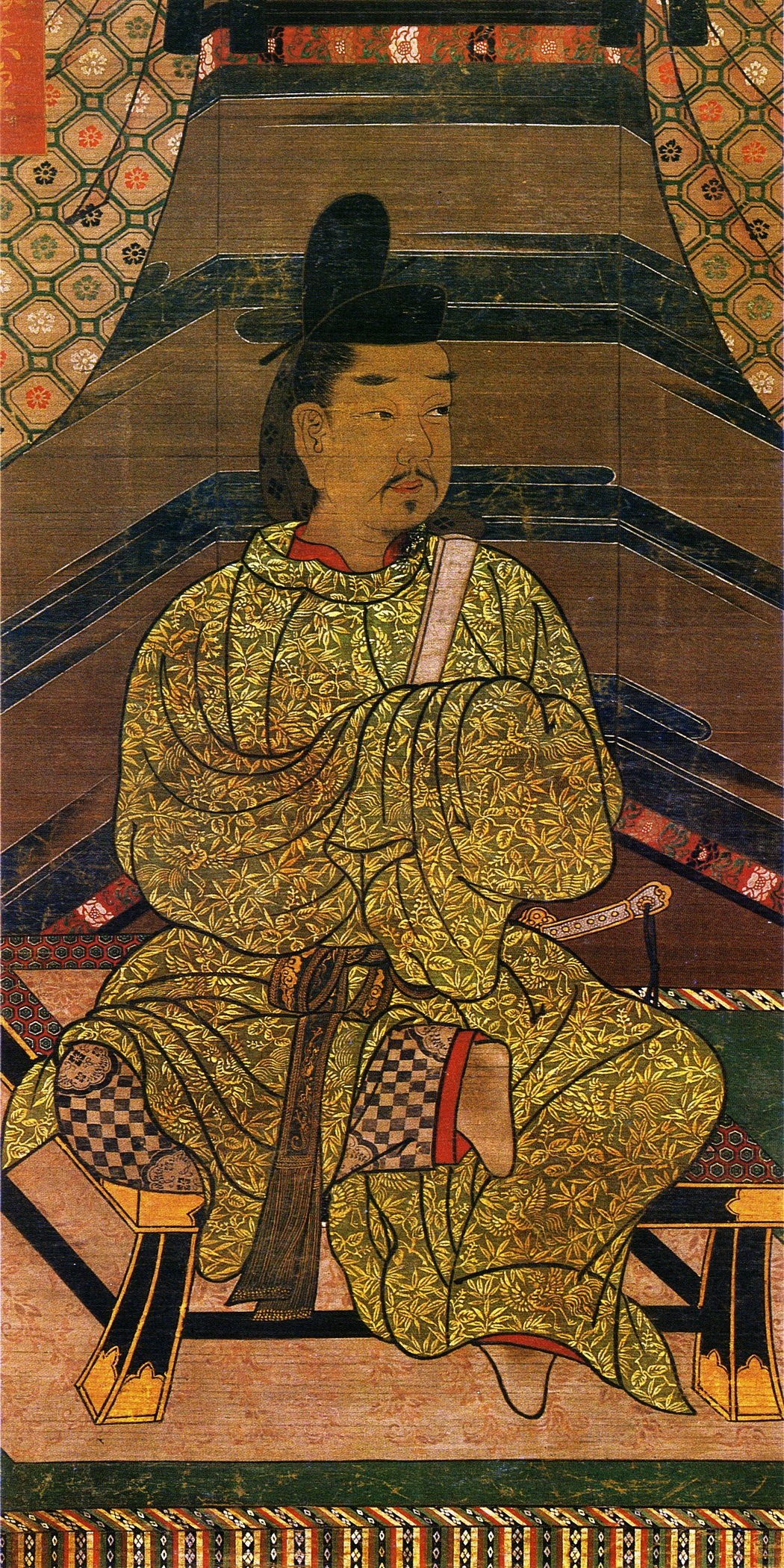
Дайго 898-930 Император Японии
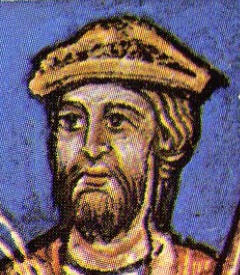
Ордоньо II 914-924 Король Леона и Галисии
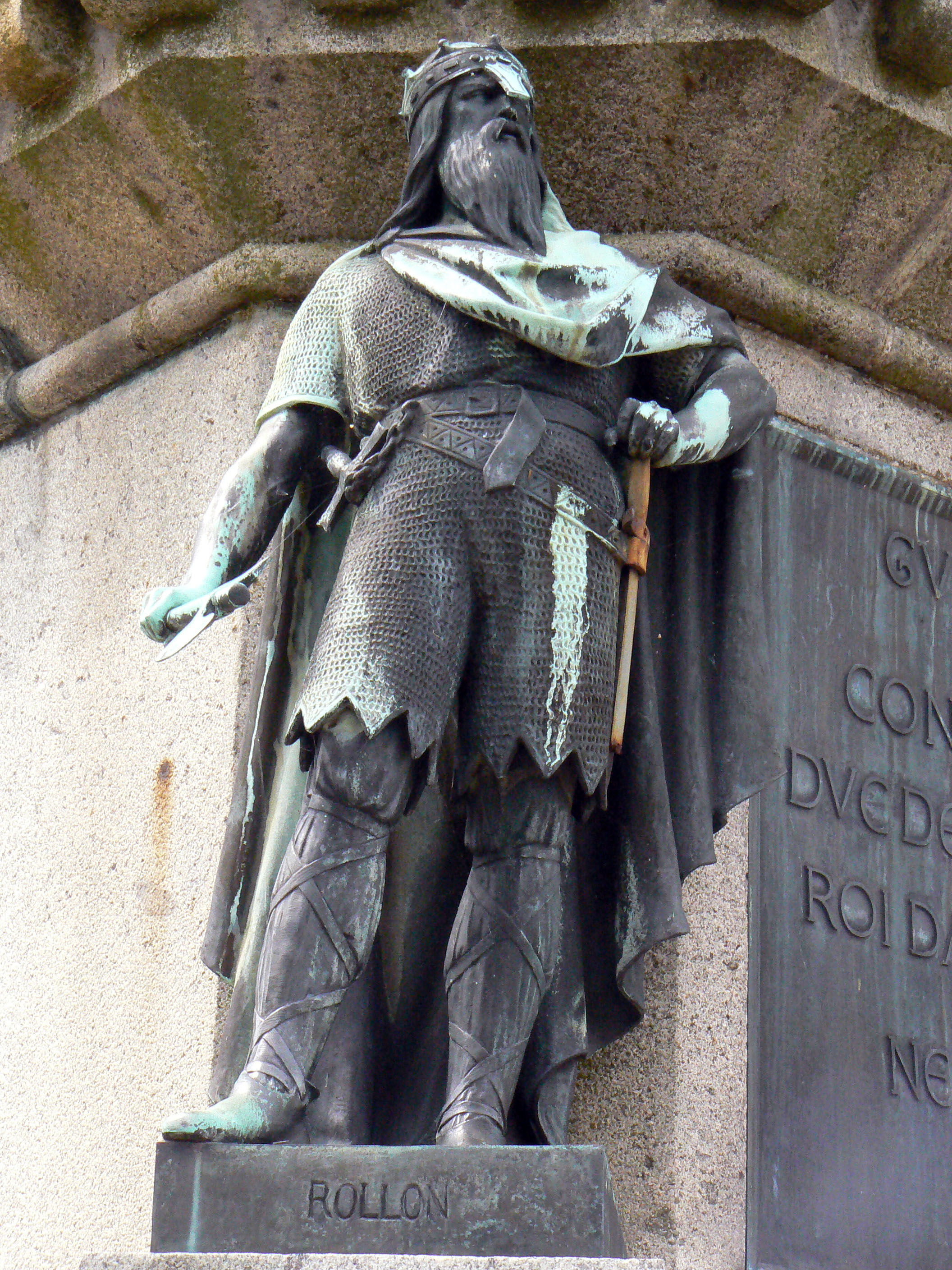
Роллон (Роберт I) 911-927 Герцог Нормандии
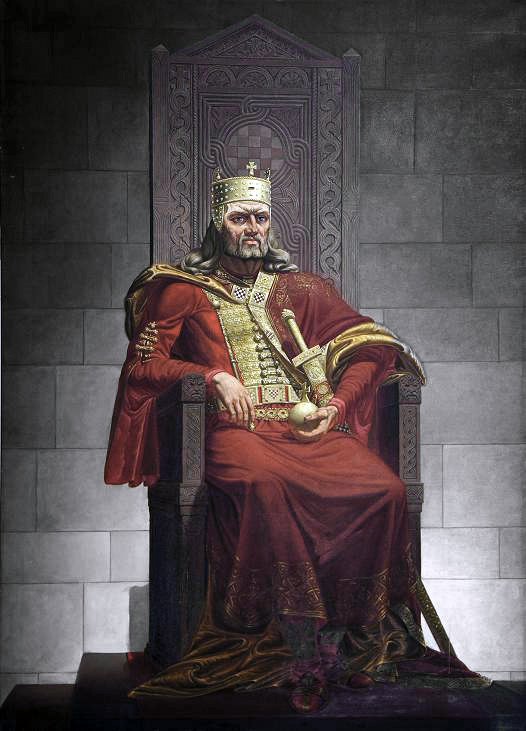
Томислав I 910-925 Князь Хорватии
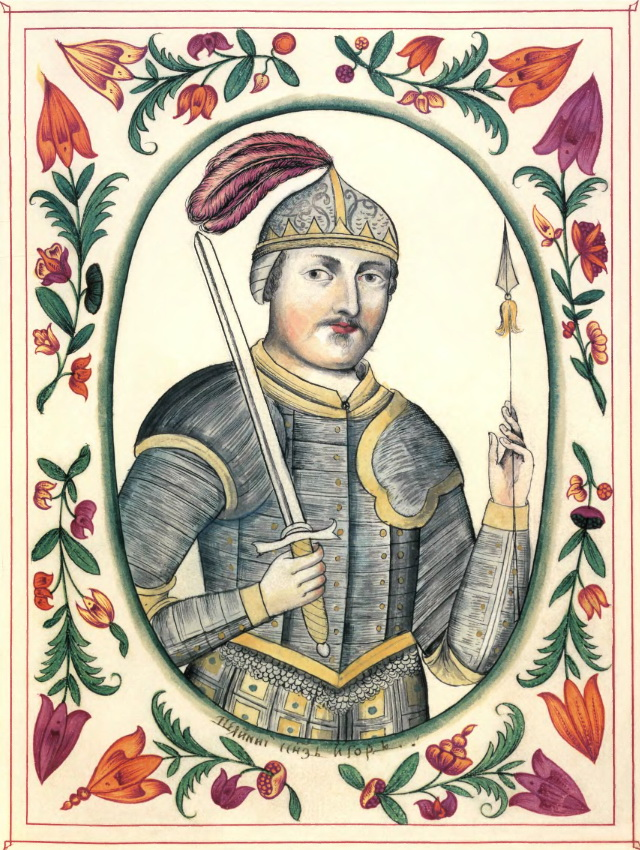
Игорь 912-945 Великий князь Киевский
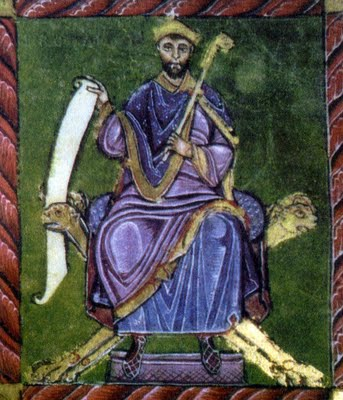
Фруэла II 910-925 Король Астурии
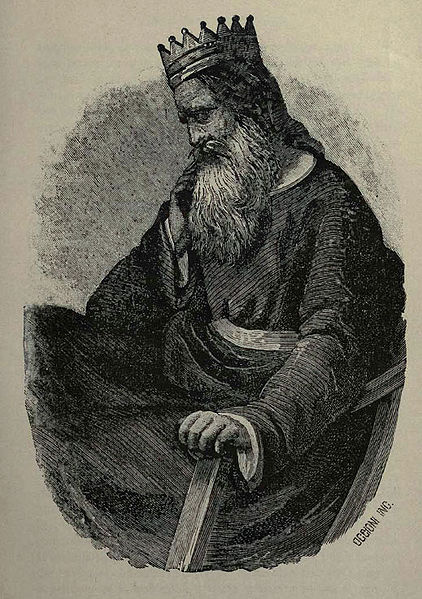
Ашот II Железный 914-928 Царь Армении
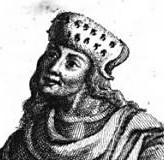
Вратислав I 915-921 Князь Чехии
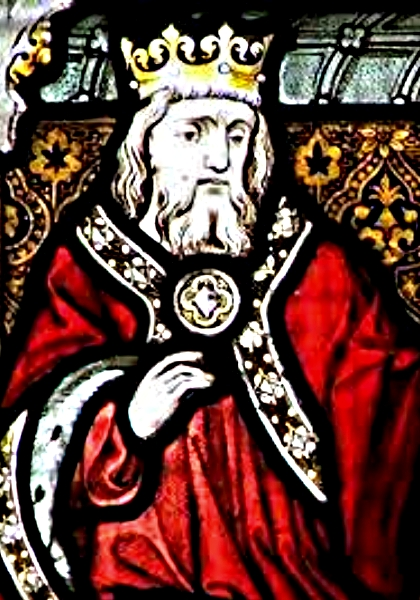
Арнульф I Великий 918-965 Граф Фландрский
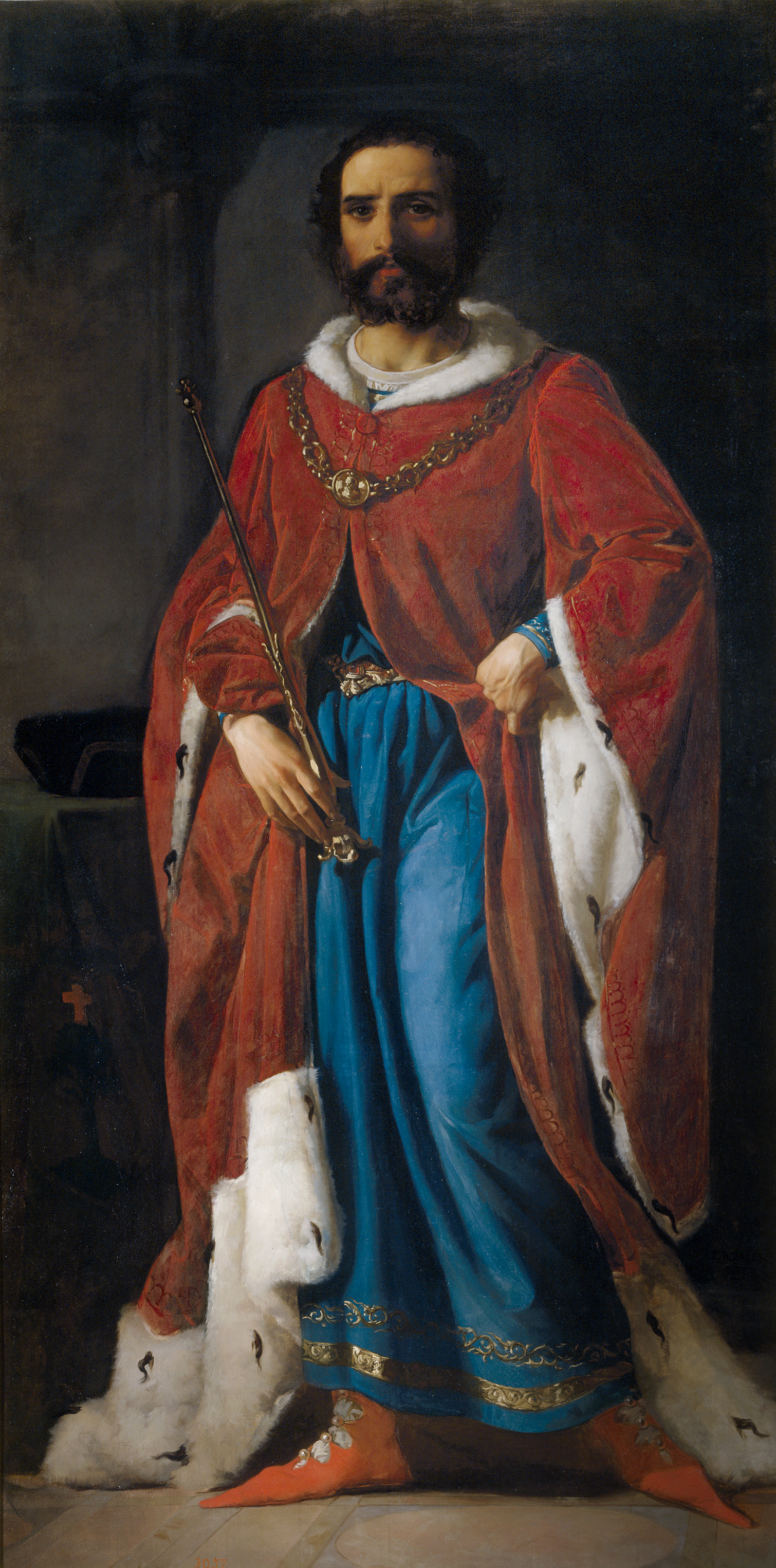
Галиндо II Аснарес 893-922 Граф Арагона
Орсо II Партечипацио 912-932 Дож Венеции
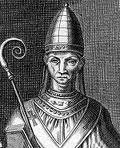
Иоанн X 914-924 Папа римский